# Bequia United FC
El Bequia United FC es un equipo de fútbol de San Vicente y las Granadinas que juega en la NLA Premier League, la primera división de fútbol en el país.

## Historia
Fue fundado en el año 2012 en la ciudad de Port Elizabeth, San Vicente y las Granadinas como parte del club mulideportivo Beqia United AFC, e hicieron su debut en la NLA Premier League en la temporada 2013/14 en la que terminaron en séptimo lugar entre 8 equipos.
La temporada 2016 ha sido la más importante hasta ahora del club, ya que luego de liderar la liga durante la primera vuelta, cayeron un poco pero terminaron en segundo lugar.
A nivel internacional clasificaron por primera vez en el 2017, en el Campeonato de Clubes de la CFU en donde fueron eliminados en la primera ronda por el Racing des Gonaives de Haití.

## Participación en competiciones internacionales
| Temporada | Torneo                         | Ronda | Club                | Resultado |
| --------- | ------------------------------ | ----- | ------------------- | --------- |
| 2017      | Campeonato de Clubes de la CFU | 1     | Racing des Gonaives | 0-4       |
| 2017      | Campeonato de Clubes de la CFU | 1     | Inter Moengotapoe   | 1-4       |
| 2017      | Campeonato de Clubes de la CFU | 1     | Hoppers FC          | 1-2       |